# Menarini Monocar 220
Il Menarini Monocar 220 è un modello di autobus italiano prodotto dalla Carrozzeria Menarini tra il 1989 e il 1999. A partire dallo stesso anno, con la fusione di Menarini nella nuova realtà BredaMenarinibus, il 220 verrà prodotto con il marchio Breda.

## Progetto

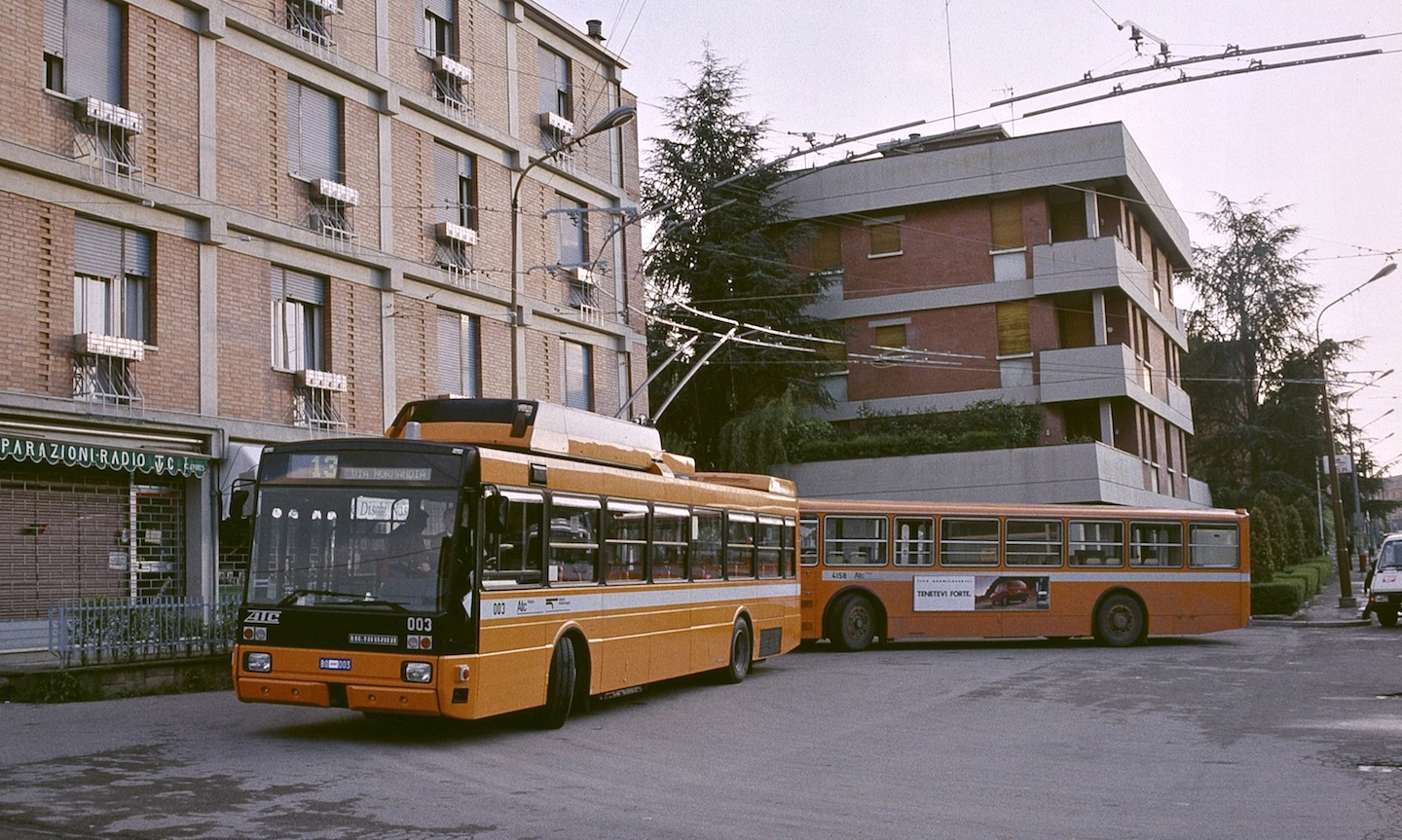
Bologna: filobus F220LU al capolinea di Ponte Savena nel 1991

Verso la fine degli anni '80 emerse una mancanza nella produzione di autobus italiana del tempo: l'assenza del pianale ribassato e dunque l'impossibilità di trasportare soggetti a ridotta capacità motoria (carrozzine). In Germania con il modello VOV II erano stati realizzati autobus con pianale semiribassato, la cui diffusione in Italia era ostacolata dagli stretti vincoli di finanziabilità Federtrasporti.

## Tecnica
Il Monocar 220 consiste dunque in uno dei primi tentativi italiani di abbassare il piano di calpestio: su questo modello il piano è a 550 mm dal suolo, tuttavia è presente un gradino in corrispondenza di ogni porta che impedisce la salita delle carrozzine.
Il mezzo venne prodotto sin dall'inizio con motore Iveco 8460.12R (lo stesso dell'Iveco 490) negli allestimenti urbano e suburbano. Tra il 1997 ed il 1999 ne sono stati prodotti circa 40 esemplari in versione NU Euro 2 equipaggiati con il motore 8360.46 e assemblati a Napoli.

## Versioni
Per adattarsi alle esigenze delle singole imprese di trasporto, il Monocar è stato realizzato in più allestimenti e dimensioni:

### Monocar 220 N
- Lunghezza: 10 metri
- Allestimento: Urbano (NU) Suburbano (NS), Interurbano (NI)
- Porte: 2 (NS, NI), 3 (NU)
- Alimentazione: Gasolio

### Monocar 220 L
- Lunghezza: 12 metri
- Allestimento: Urbano (LU), Suburbano (LS)
- Porte: 3/4 (LU), 2/3 (LS)
- Alimentazione: Gasolio

La versione NI (10 metri interurbano) è stata realizzata in soli 4 esemplari destinati alla Tigullio Pubblici Trasporti. I mezzi, verniciati in azzurro ministeriale, presentano due porte a libretto alle estremità (quella anteriore di dimensione dimezzata) e sedili imbottiti con rivestimento in panno. Attualmente risultano tutti dismessi.

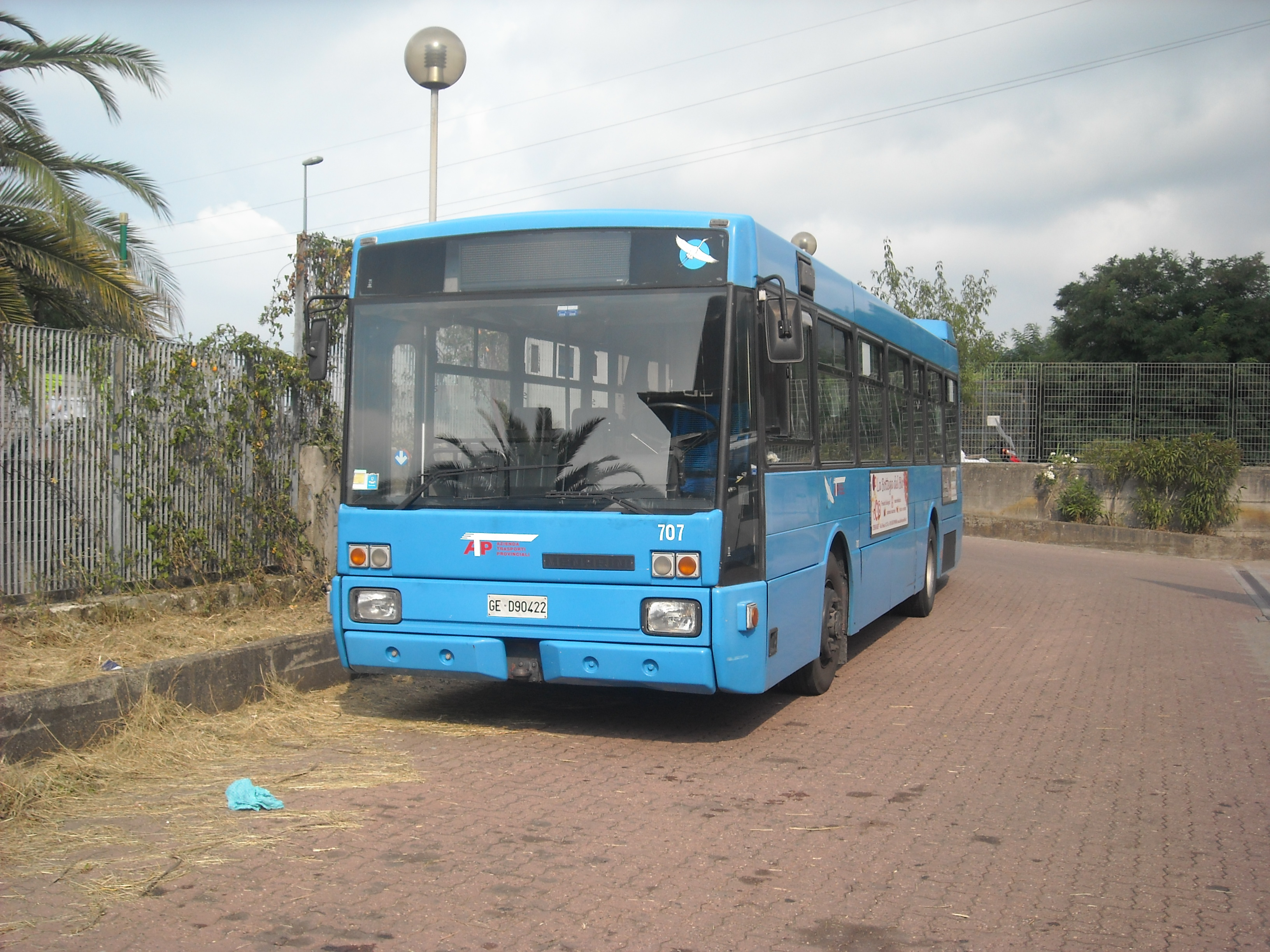
Uno dei 4 esemplari interurbani in servizio per ATP Azienda Trasporti Provinciali

### Monocar 220 FLU
Versione filobus realizzata esclusivamente per la rete filoviaria di Bologna nel 1990 in 10 esemplari, lunga 12 metri e dotata di un sistema di trazione trimodale (600 V cc dal bifilare filoviario, marcia autonoma con un motore Diesel VM accoppiato ad una generatrice e batterie di accumulatori a 24 V).
Tutti gli esemplari sono stati radiati e demoliti.

## Diffusione
Il Monocar 220 ha conosciuto una larga diffusione in tutta la Penisola. Grandi flotte hanno circolato presso AMAT di Palermo, AMT Catania, ATB Bergamo e TPER Bologna. È presente inoltre presso La Panoramica (Chieti), STP Brindisi in versione NS (3 unità radiate nel 2017), SATTI Ivrea (poi GTT), AMC Casale, ATV di Verona, ACTV Venezia, ATC La Spezia (poi ATC Esercizio), consorzio autolinee Cosenza e varie altre aziende minori, tra cui la Conerobus (Ancona), che acquistò, tra il 1995 e il 1996, 15 220LS.
La versione Euro 2 è stata acquistata da ATI Avellino, AMC di Catanzaro e TRA.IN Siena.